# Швац
Швац (нім. Schwaz) — місто в Австрії, у Тиролі. Кількість мешканців — 12 802 (на 30 січня 2008 року). Площа 2020,50 км².

## Історія

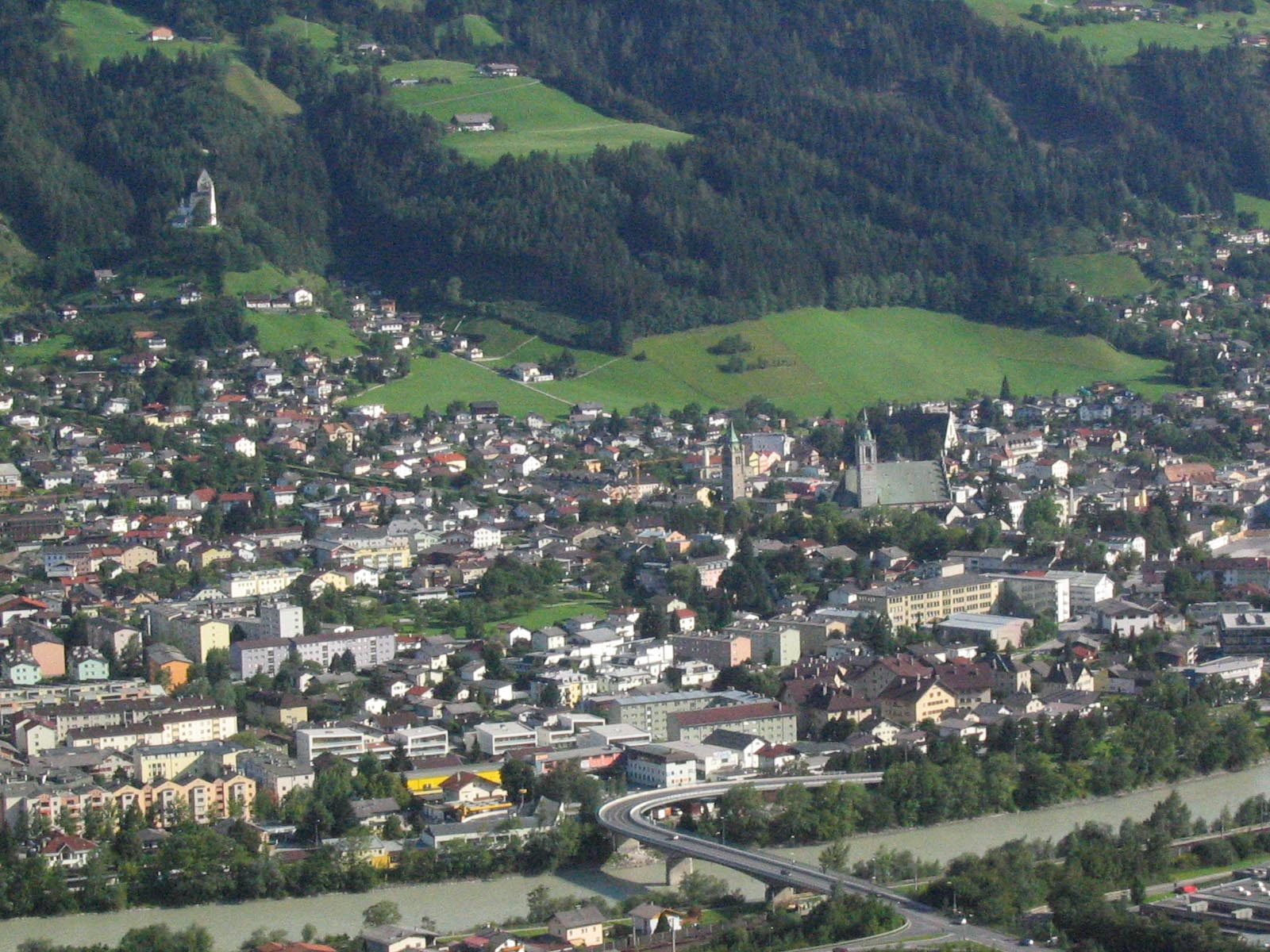
Швац. Загальний вигляд, 2007 рік

Невлике середньовічне містечко уславилось в 15 столітті в зв'язку з покладами срібла, свинцю і міді, відкритими на горі Сільверадо (Срібна). Бум розвитку міста припав на злам 15 — 16 століть, коли Швац став другим за розмірами і першим за економічним розвитком містом імперії Габсбургів після Відня. Столиці він поступався хіба що політично. Кількість мешканців міста досягала двадцяти тисяч (20 000).
Місто швидко стало головним центром по видобутку срібла і міді в Австрії і в Західній Європі взагалі. Тут діяв головний монетний двір та майстерні по виливанню гармат. Гармати з Шваца мали славу неперевершених, бо були здатні пробивати фортечні мури. Вони забезпечили здобуття австрійським імператорам декількох замків.
Швац — батьківщина талера. В Іспанії його називали доллорес, в Сполучених Штатах він став доляром.
Швац — місце проживання і банківської діяльності родини Фуггер, найбагатшої родини Австрії на той час. Якоб Фуггер мав прізвисько Багатий і не гребував ніякими джерелами прибутку. Він навіть торгував індульгенціями, що надавали право прощення гріхів. Економічна могутнісит банкіра Якоба Фуггера була такою, що від нього залежав імператорський двір в Відні. Одниму з імператорів саме Фугге забезпечив обрання на престол, давши значного хабаря всім виборцям. Про могутність родини Фуггер свідчать кам'яні будинки родини в стилі німецького Відродження, збережені донині.
Швац — місто діяльності відомого німецького науковця Парацельса, що мав медичну практику в місті. Тут роками діяв «Притулок братів», прихисток для травмованих і хворих шахтарів, ливарників і ремісників, а також лікарня.Саме в місті Швац Парацельс дійшов висновку, що хвороби легенів у шахтарів і ливарників не від злих духів, а від дихання металевими випаровуваннями. Швац став центром аптечної справи, де виготовляли ліки з використанням арсена для шахтарів.
Швац був містом забою великої худоби. Адже прийшло усвідомлення про м'ясо як необхідну їжу для гірничих робітників та ливаників. Худобу в Швац переганяли з навколишніх сіл і сусідніх країн. Тут розквітла спекуляція і були найдорожчі ціни на споживацькі товари і харчі.
Занепад виробництва припав на середину 16 століття, коли збідніли родовища на горі Сільверадо. До того ж центр видобутку срібла перебрала на себе Іспанська імперія, бо були відкриті і загарбані срібні родовища в Потосі. Кількість річного видобутого срібла в Потосі перевищувала річний видобуток срібла в місті Швац, що сприяло значному скороченню виробництва. Згодом шахти покинули. В 20 столітті — вони відомий туристичний об'єкт.

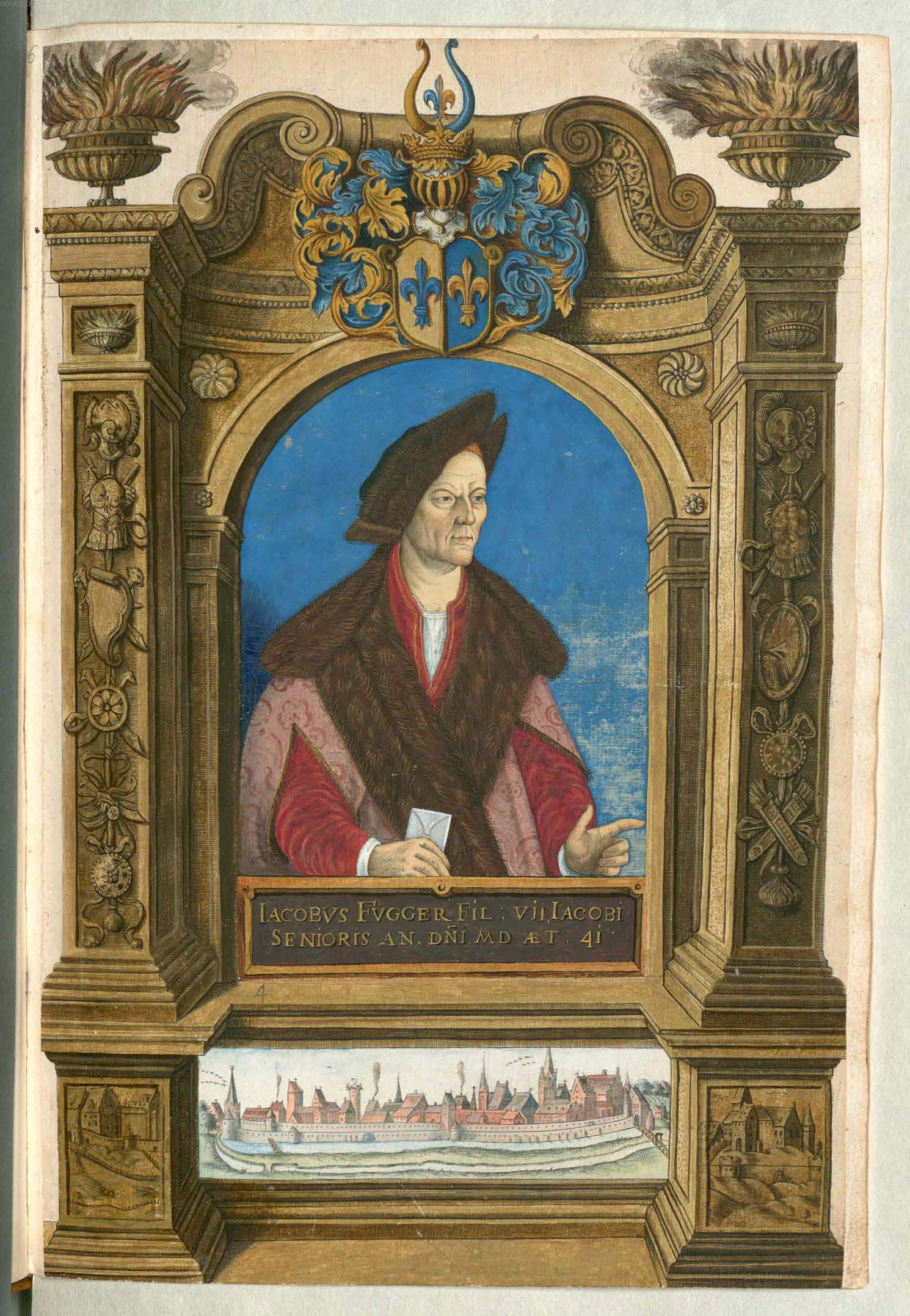
Якоб ІІ Фуггер Багатий
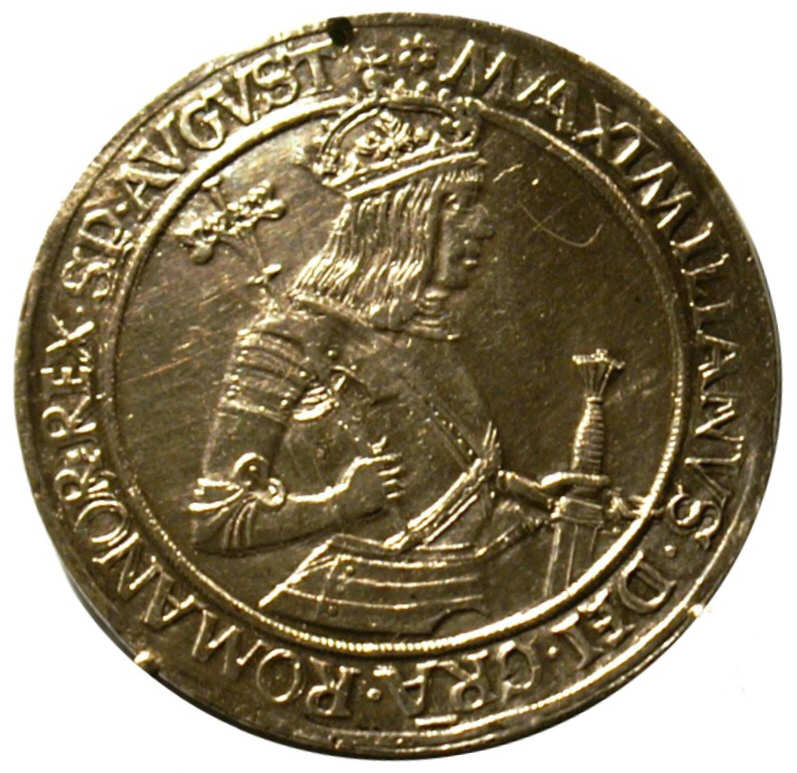
Талер імператора Максиміліана І.
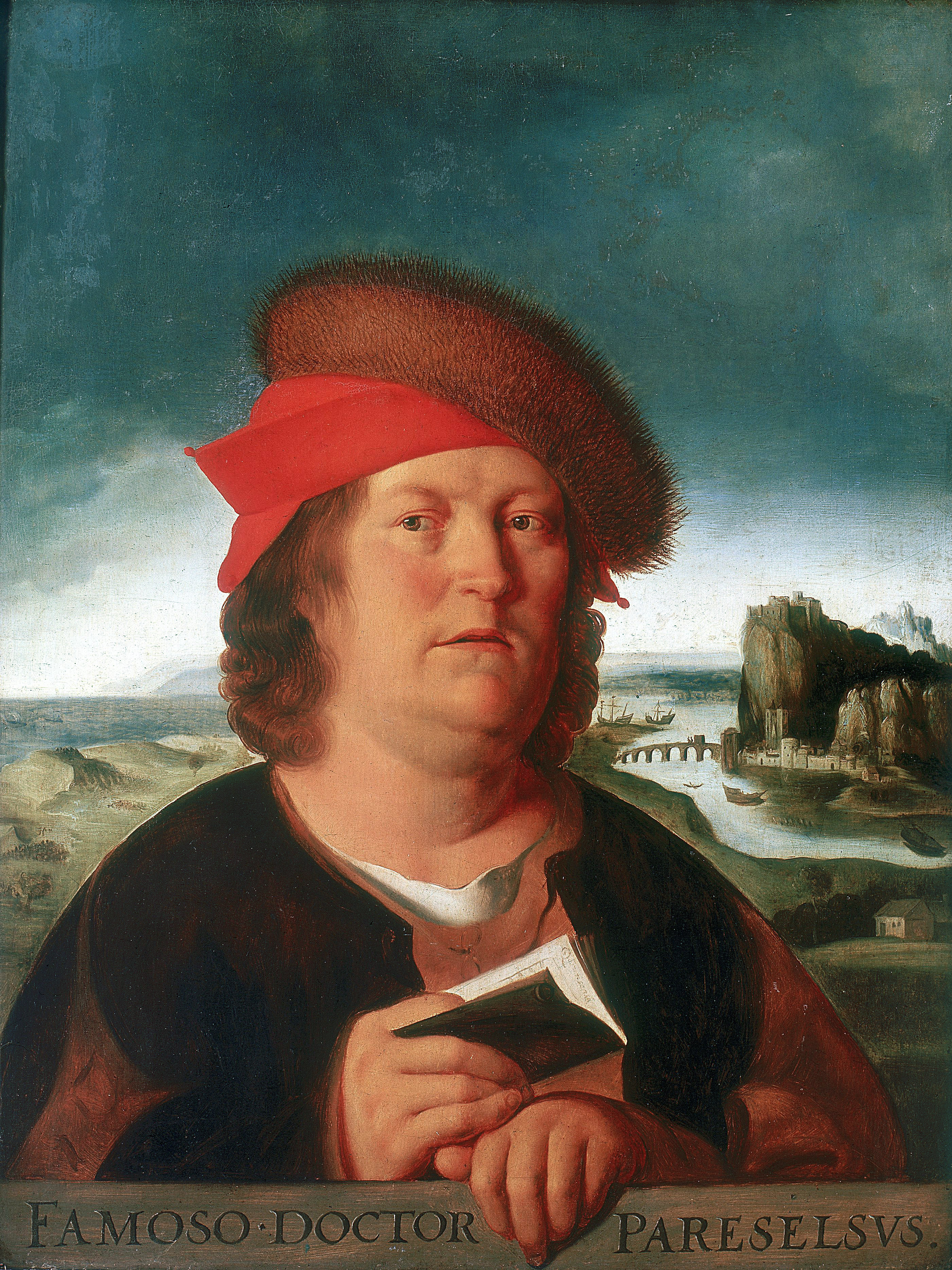
Парацельс

## Галерея

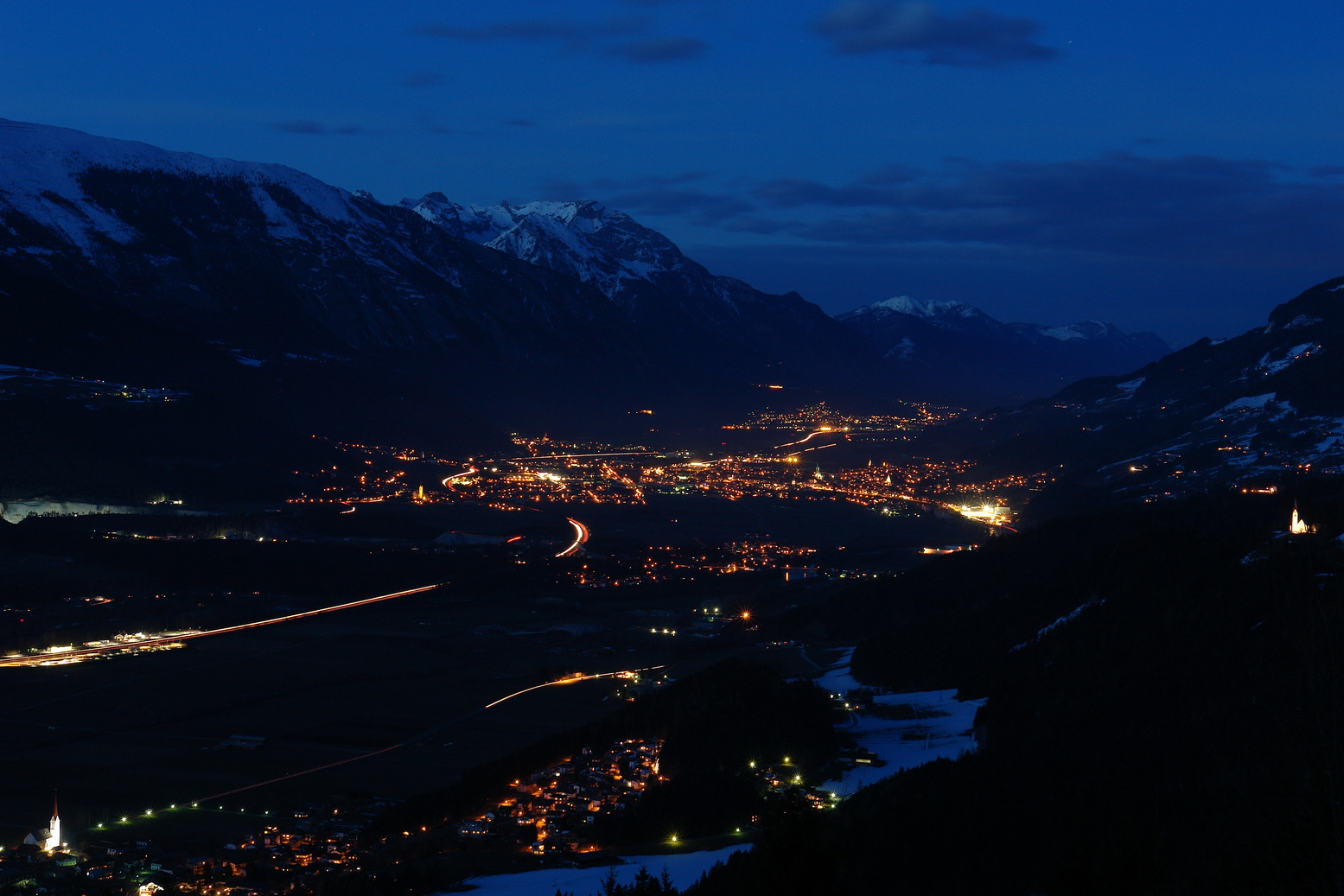
Швац вночі

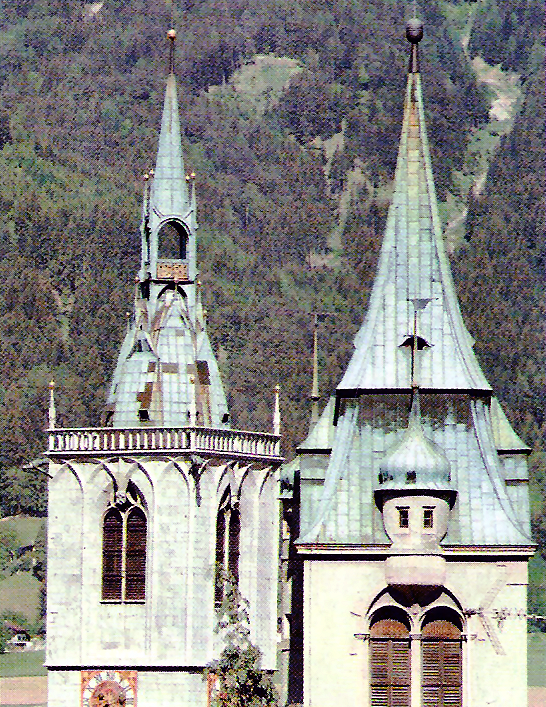
Вежі готичної церкви.
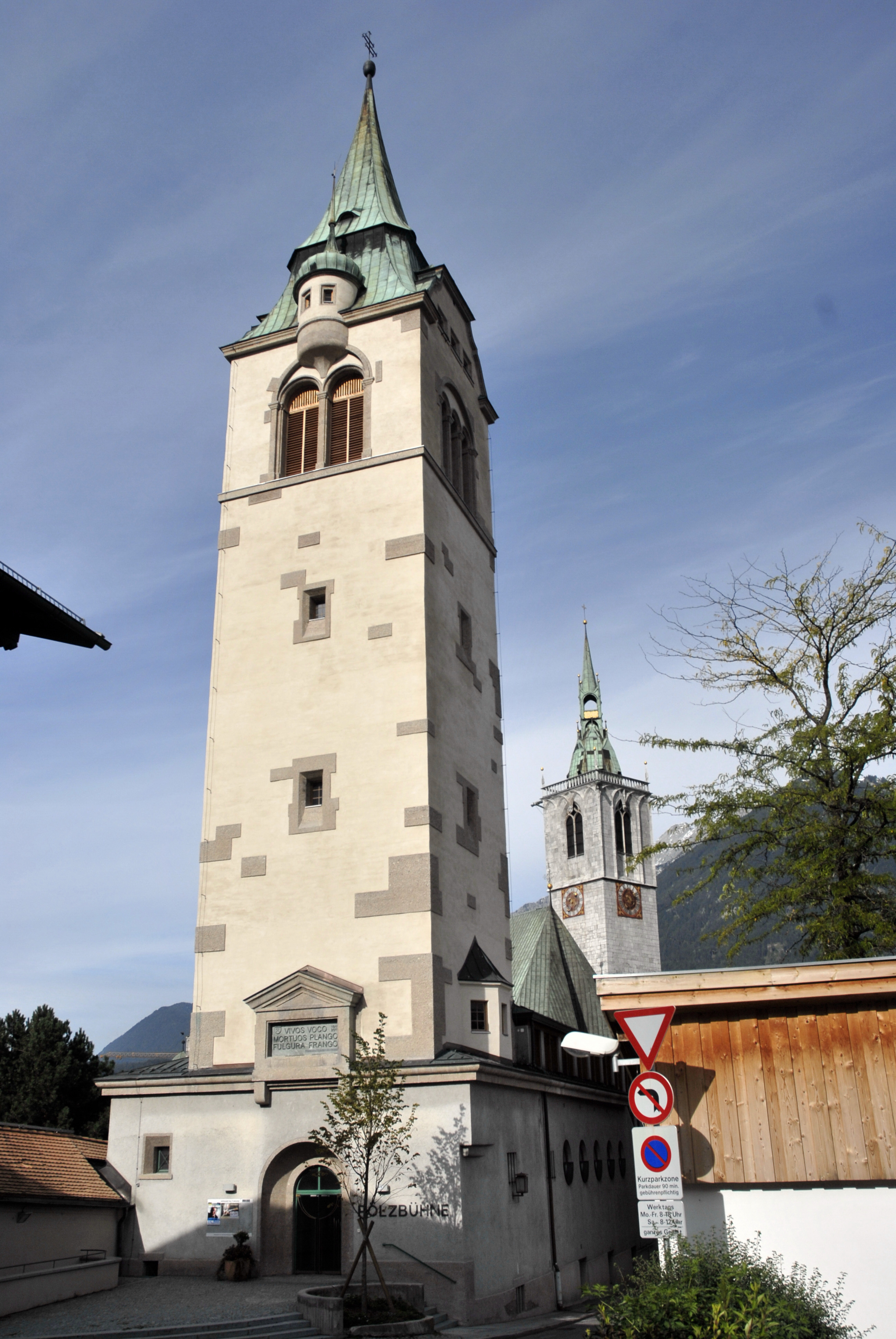
Вежа Фредхофштюрм
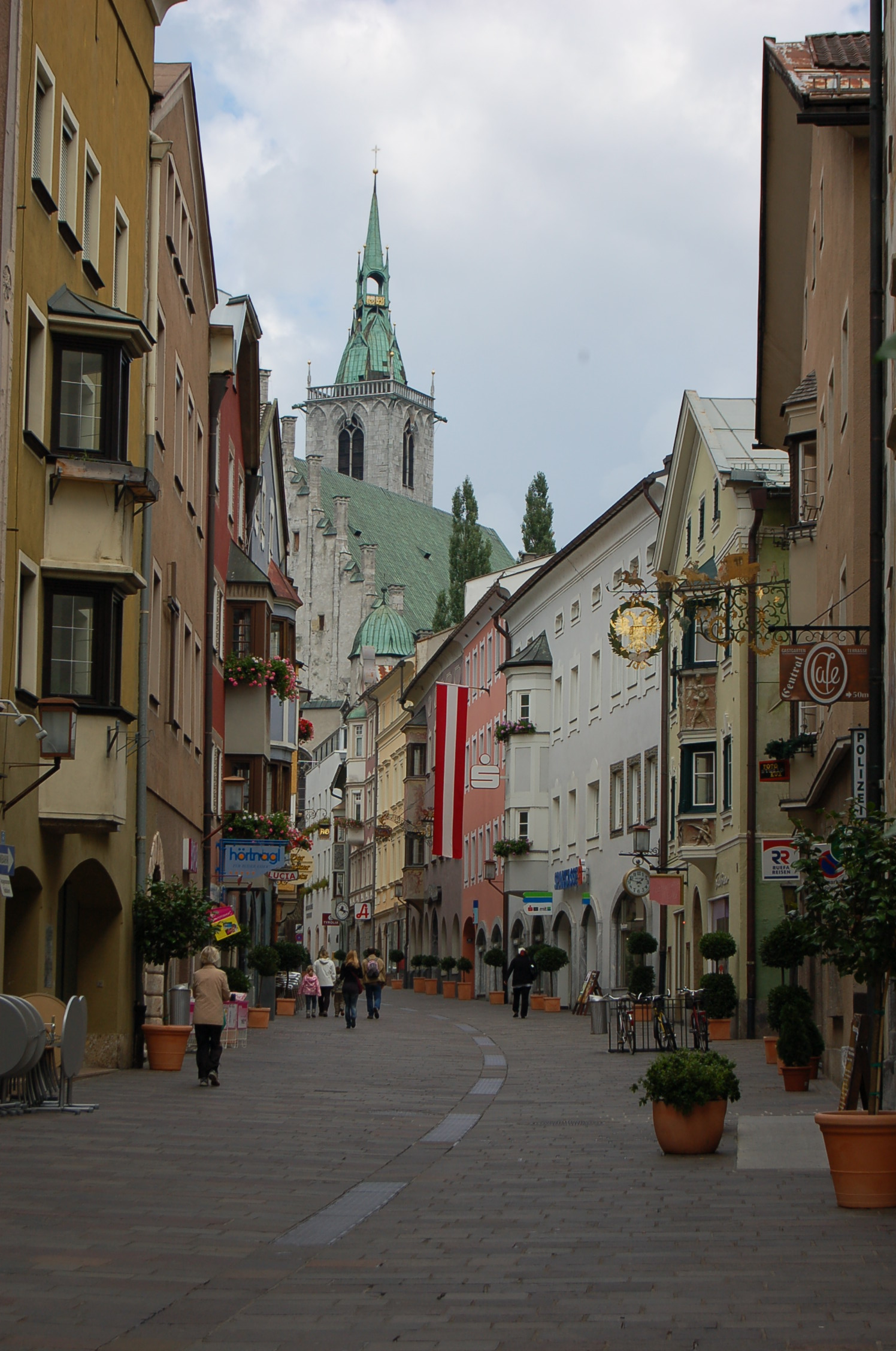
Вулиця імператора Франца-Йосипа
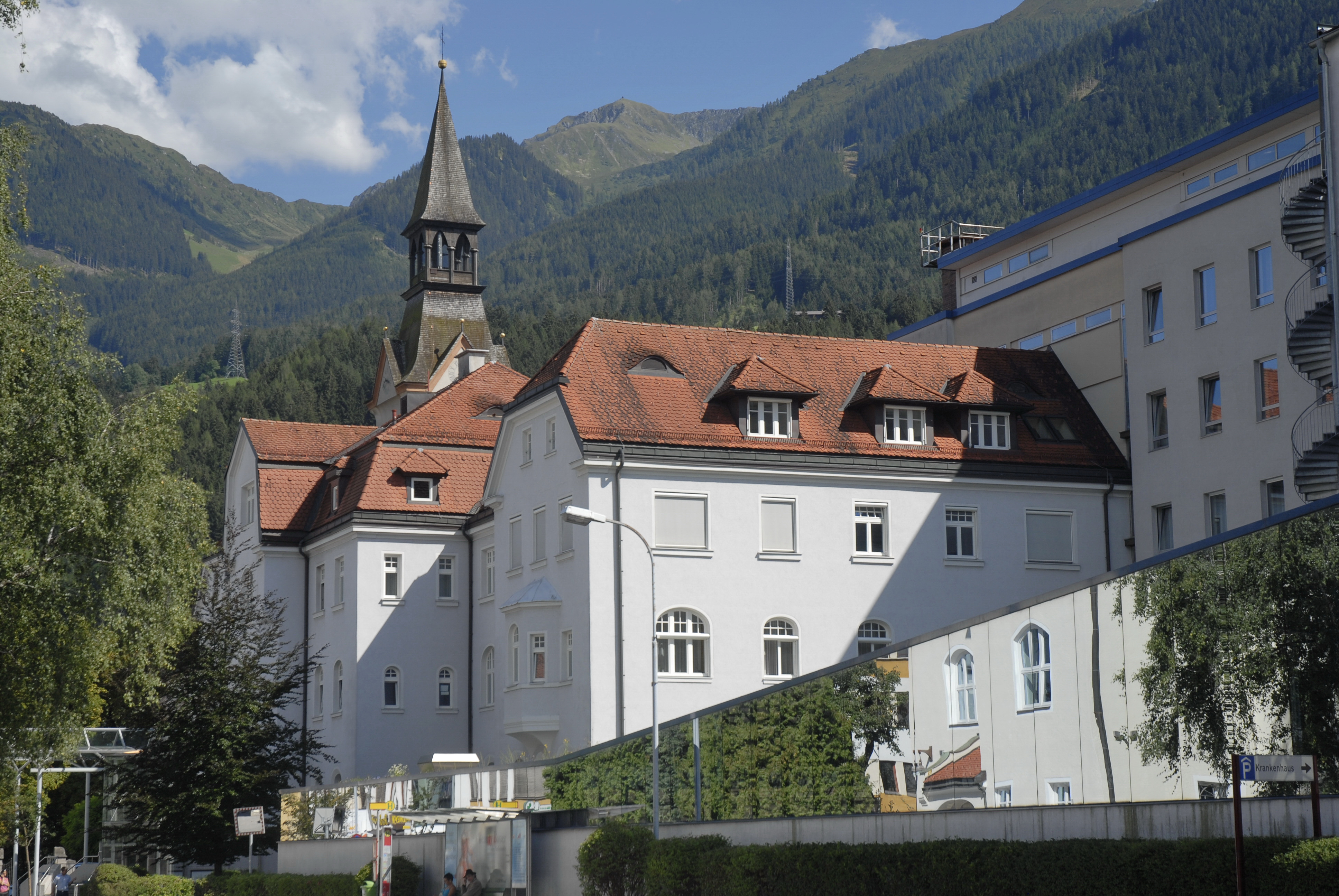
Кранкенхаус
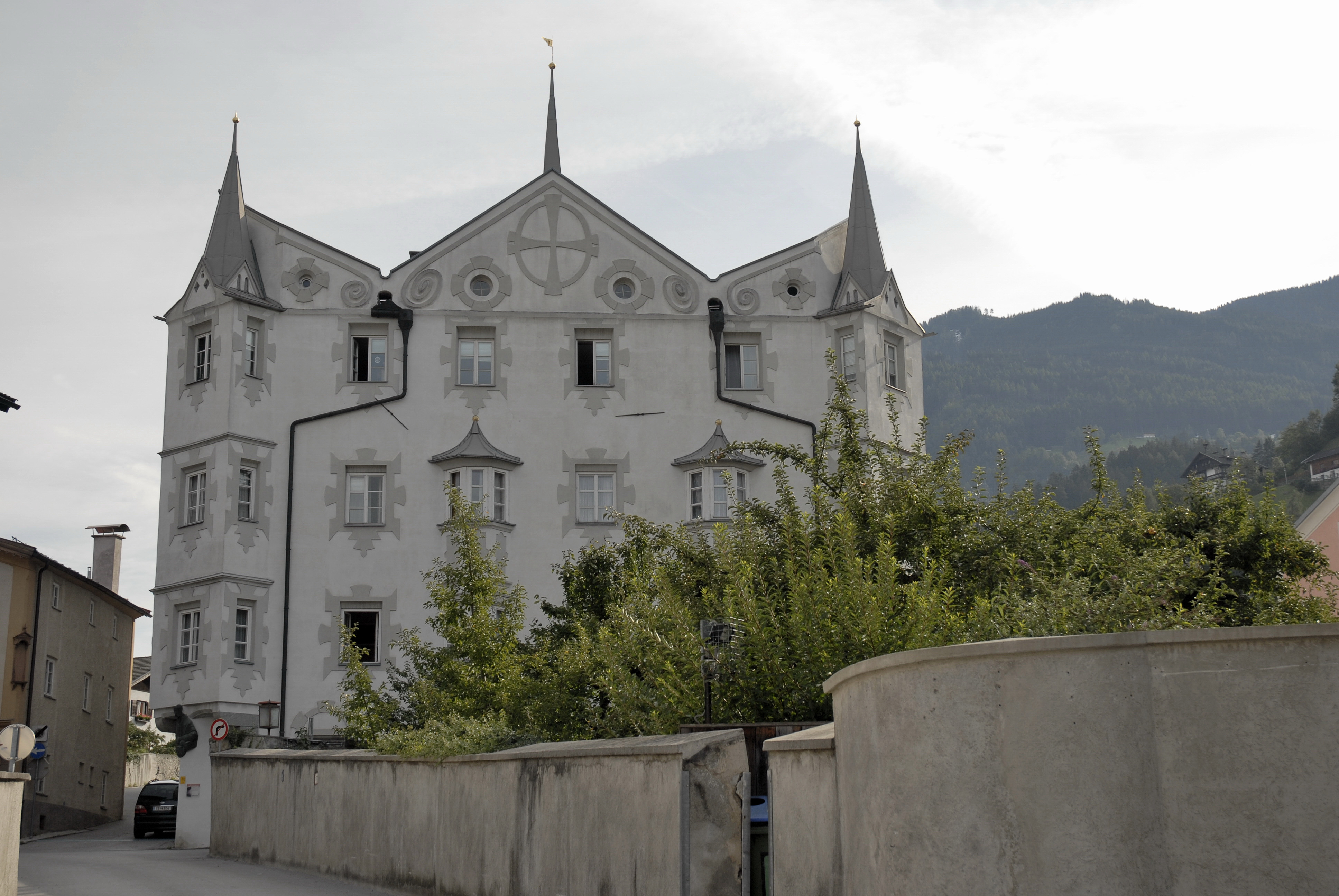
Будинок родини Фуггер
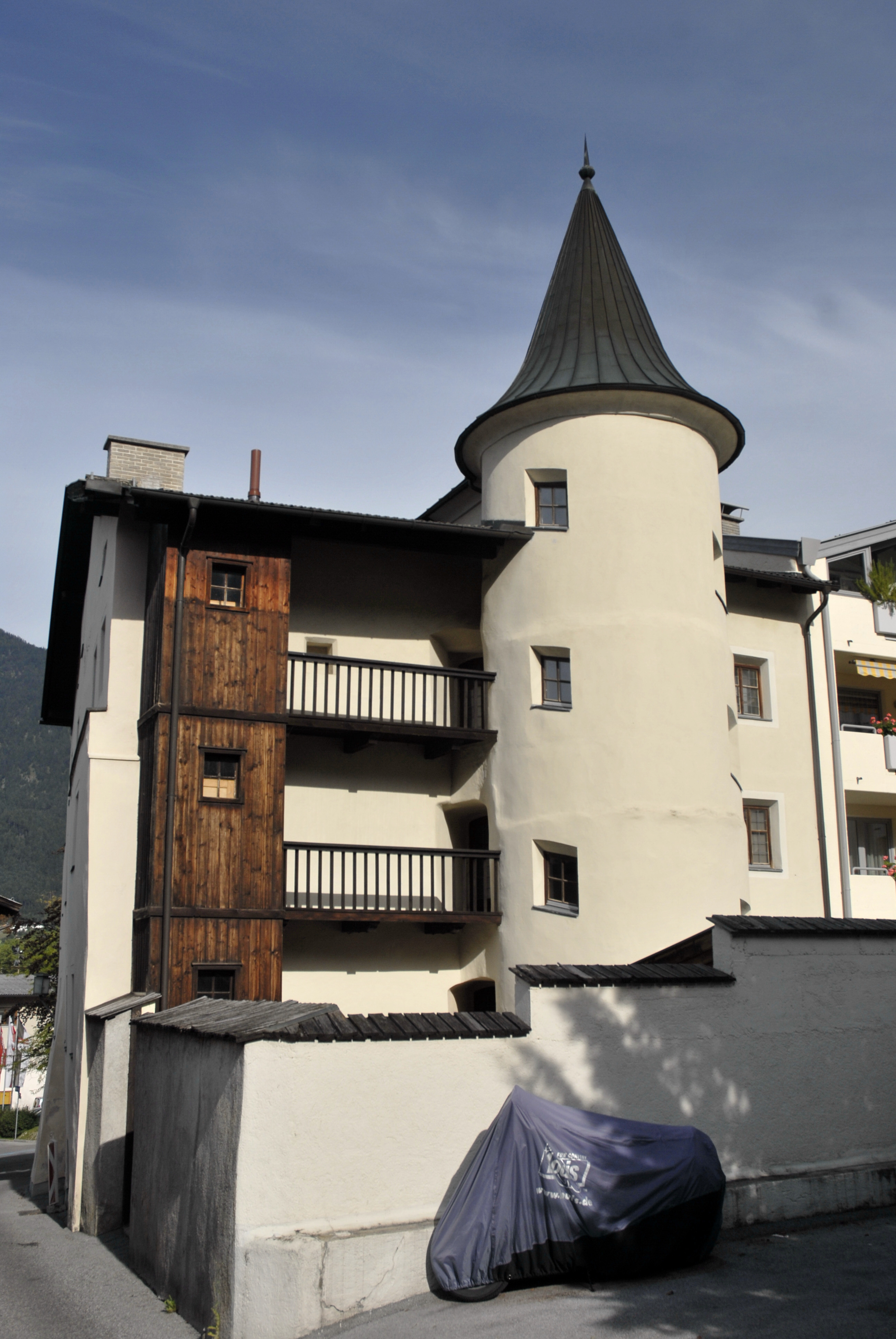
Рабалдерхаус
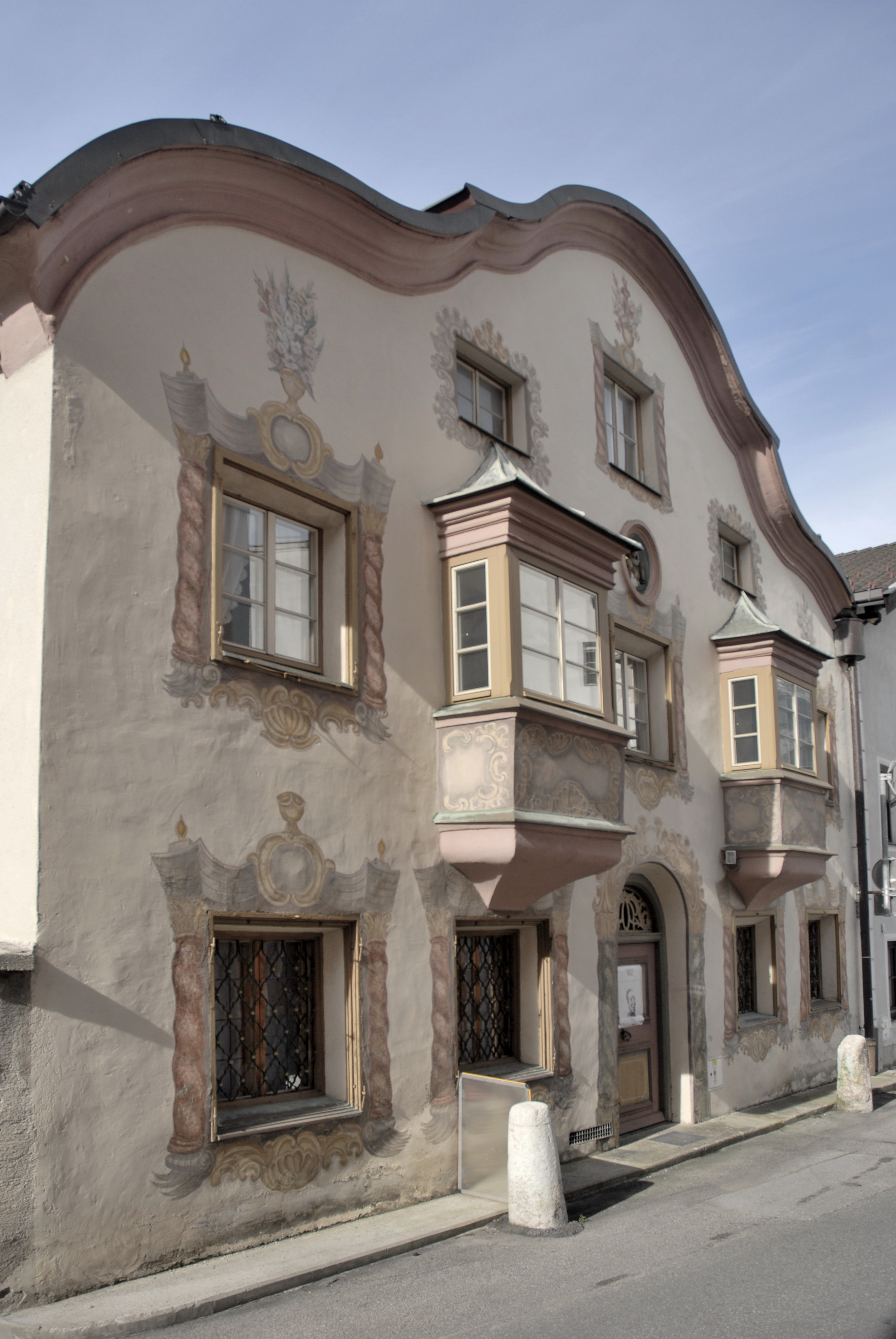
Будинок Тоні Кнаппа
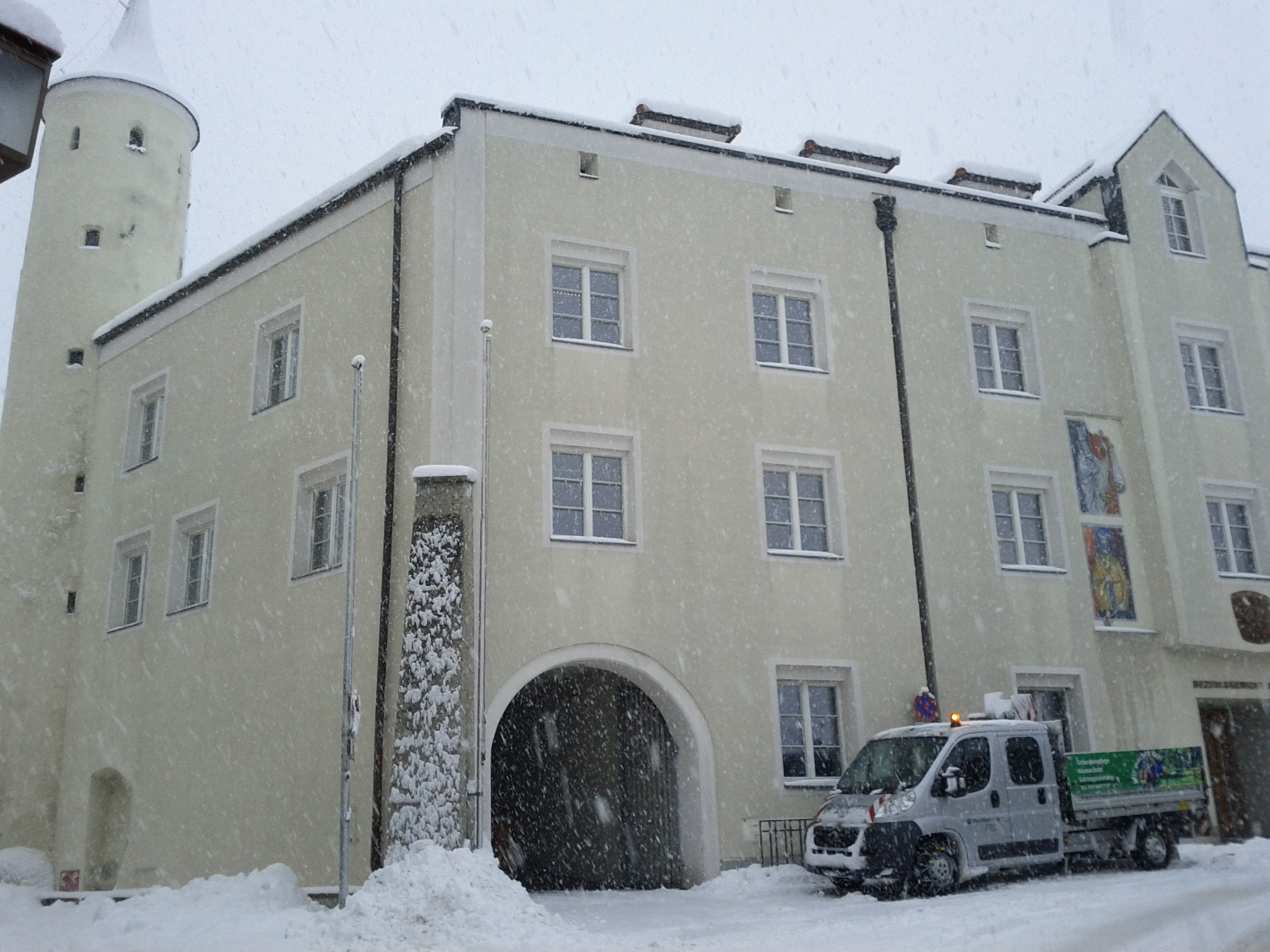
Швац взимку
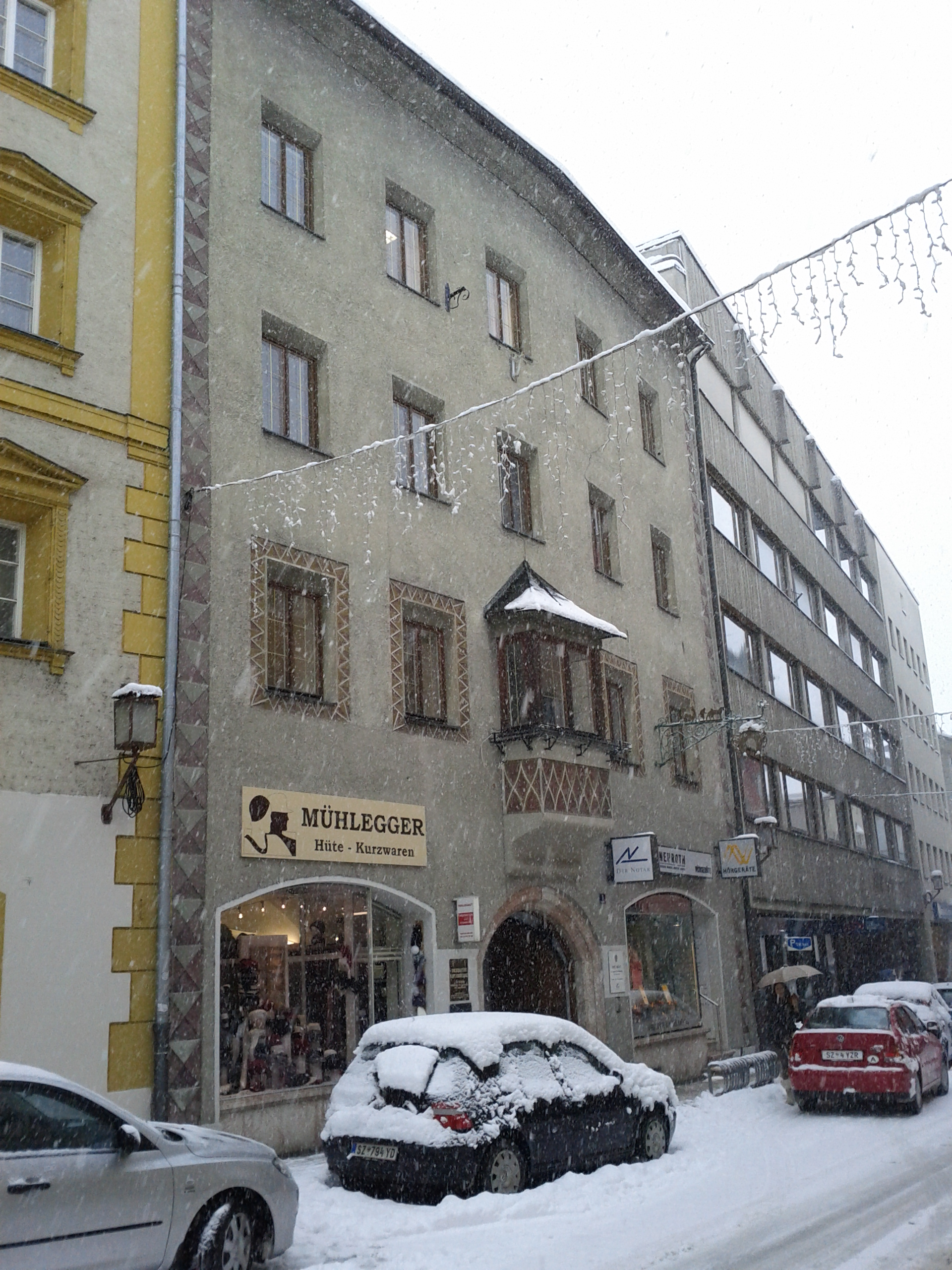
Швац під снігом
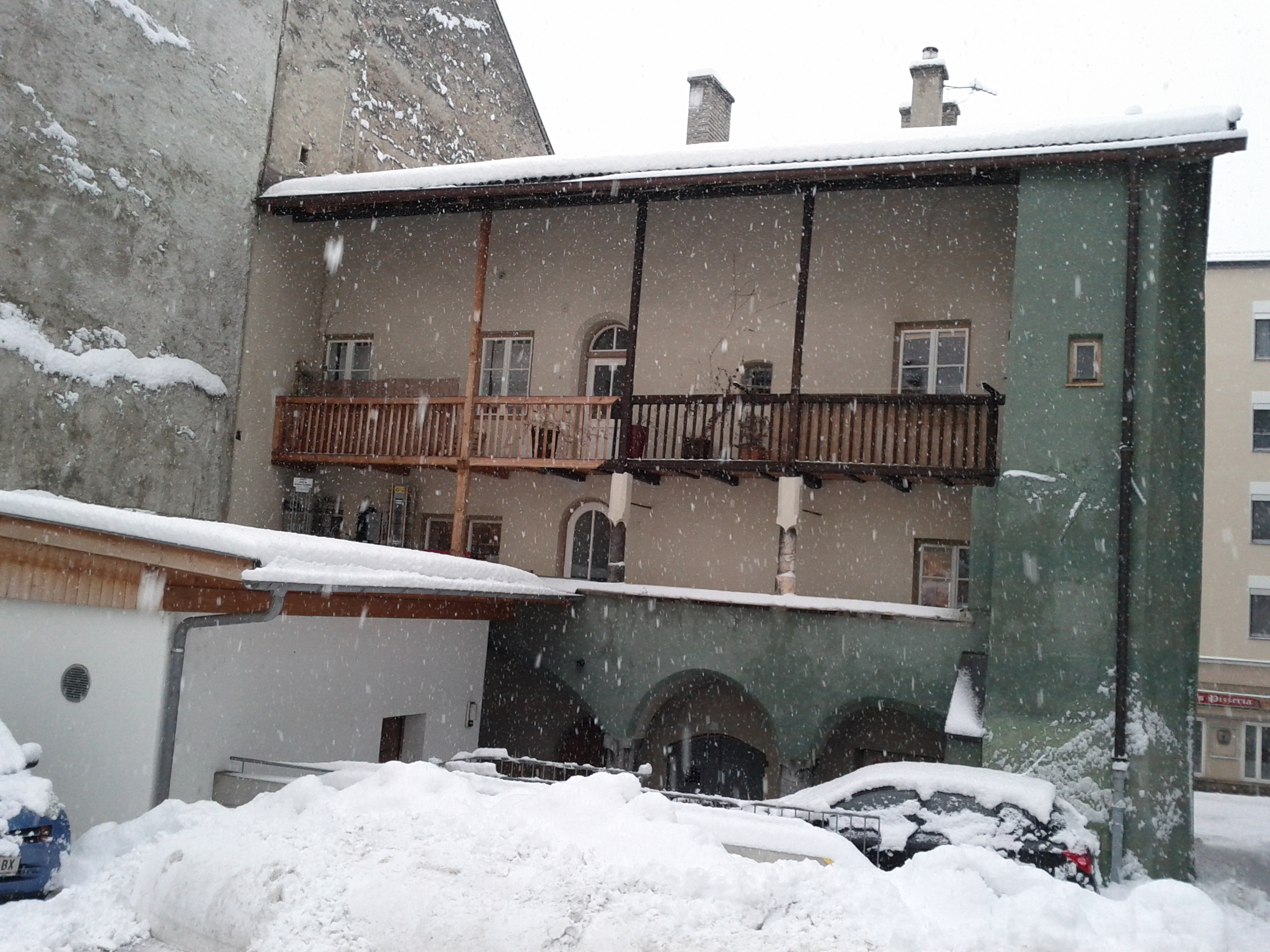
Швац, старе і нове
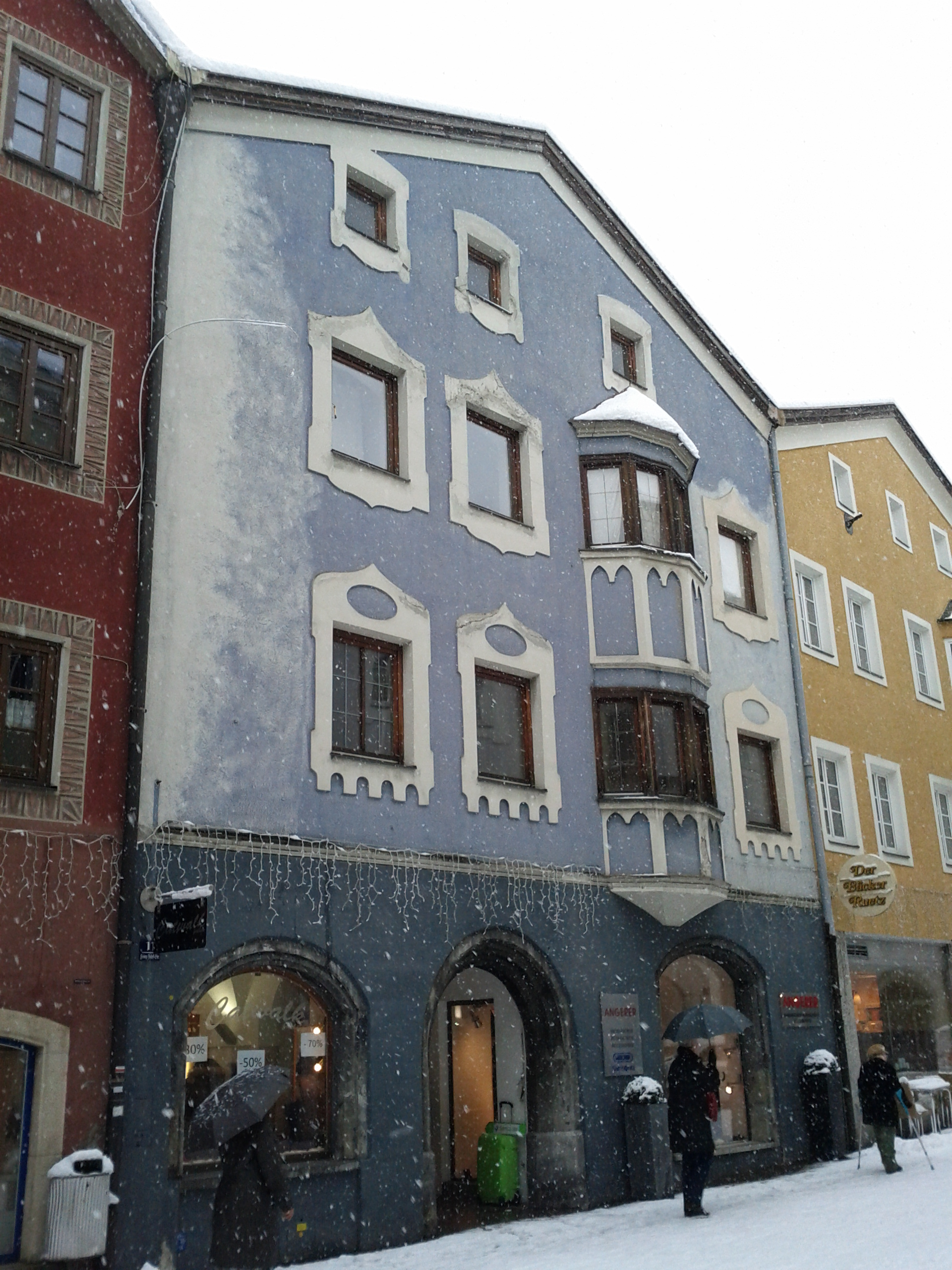
Міська забудова
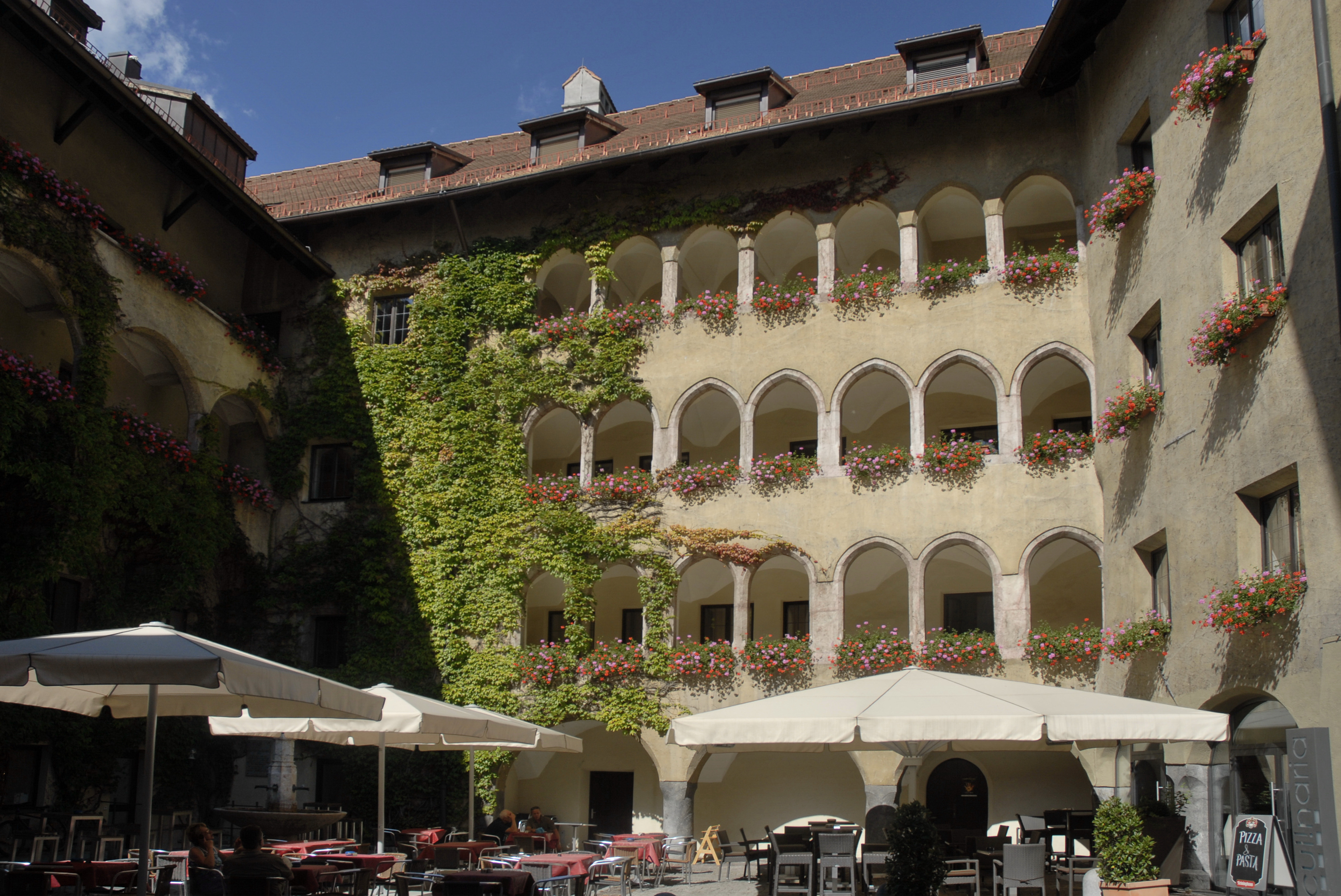
Галереї кам'яного будинку банкірів Фуггерів
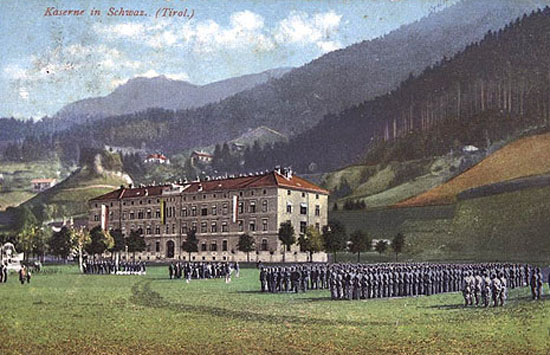
Військова казарма, 1900 рік

## Персоналії
- Крістоф Ґрубер — австрійський гірськолижник.

## Міста побратими
- Тренто, Італія
- Вербанія, Італія
- Сату-Маре, Румунія
- Сан-Феліу-де-Гишольс, Іспанія
- Іст Грінстид, Велика Британія